# Nathaniel Portlock

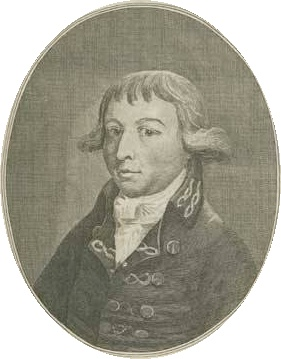
Nathaniel Portlock

Nathaniel Portlock (* 1747 oder 1749 in Norfolk, Colony of Virginia; † 12. September 1817 im Greenwich Hospital in London) war ein britischer Marineoffizier und Entdecker im 18. Jahrhundert.

## Leben
Portlock entstammte einer kleinbürgerlichen Familie aus den britischen Kolonien in Amerika.
Sein Großvater hatte ein kleines Schiffsunternehmen, und sein Vater betrieb ein Wirtshaus. Der Vater starb, als Nathaniel 3 Jahre alt war. Nathaniel fuhr schon früh zur See, auf einer der familieneigenen Briggs. 1771 stand er vor der Wahl, auf ein britisches Schiff, die HMS St. Albans, gepresst zu werden oder freiwillig anzuheuern. Portlock meldete sich freiwillig und wurde innerhalb von zwei Monaten als Midshipman eingestuft.
Nach zwei Jahren auf der HMS St. Albans wechselte er für 19 Monate auf die HMS Ardent und diente danach elf Monate auf der HMS Ramillies. Sein Entschluss, bei der britischen Royal Navy zu bleiben, entzweite ihn mit seiner amerikanischen Familie.
Am 12. März 1776 heuerte er als Vollmatrose (engl. AB) auf der HMS Discovery an, mit der James Cook sich anschickte, zu seiner dritten Pazifik-Expedition (1776–1780) aufzubrechen. Nach Cooks Tod wurde er auf die Resolution beordert und dem Sailing Master William Bligh als Master’s Mate zugeteilt. Nach der Rückkehr 1780 beförderte man Portlock zum Leutnant.
1785 bis 1788 war er zusammen mit George Dixon für die King George Sound Company bei Erkundungen und Handel an der Pazifikküste Kanadas tätig. Portlock kommandierte die HMS King George (320 tons), Dixon die kleinere Queen Charlotte (220 tons). 1786 bewegten sie sich zwischen Cooks River und Nootka-Sund, kartografierten und handelten Pelze ein. 1787 verkauften sie die Pelze in China, nahmen neue Ware an Bord und waren 1788 wieder zurück in Großbritannien. Seine Erlebnisse veröffentlichte Portlock in einer Reisebeschreibung: A Voyage Round the World.
1791 bekam Portlock ein neues Kommando auf der HMS Assistant, einer Brigg. Er sollte die HMS Providence unter Kapitän William Bligh auf dessen zweiter Brotfrucht-Expedition (1791–1793) nach Tahiti begleiten. Nach der erfolgreichen Rückkehr im August 1793 wurde Portlock zum Commander ernannt.
1799 bekam er das Kommando über die HMS Arrow, mit der er im September das holländische Schiff Draak kaperte. Im Oktober war er mit seinem Schiff zur Stelle, als die Fregatte HMS Lutine mit ihrem für Hamburg bestimmten Goldschatz vor der niederländischen Küste unterging. Er konnte lediglich einen einzigen Überlebenden bergen. (Die Glocke der Lutine wurde 1858 geborgen und in den Räumen von Lloyd’s of London aufgehängt.) Nach diesen beiden Aktionen wurde Portlock zum Kapitän befördert.
Von 1803 bis 1806 diente Portlock in der Küstenverteidigung, den Sea Fencibles. Am 20. Januar 1805 leitete er die Rettungsmaßnahmen für das dänische Schiff Den Lille Catherina am Thurlestone Rock in der Bigbury Bay. Als Anerkennung erhielt er von den dänischen Schiffseignern einen silbernen Pokal überreicht.
1816 wurde Portlock mit der Leitung des Greenwich Hospital betraut – ein Posten, den man altgedienten See-Offizieren in ihrem Ruhestand übergab. Aber schon im darauffolgenden Jahr verstarb Portlock. Er wurde auf dem Friedhof des Hospitals begraben.
Portlock war ein fähiger Seemann. Kapitän Bligh, der selten mit seinen Offizieren zufrieden war, schätzte ihn sehr und vertraute ihm während der Zeit seiner Krankheit sogar das Kommando über das eigene Schiff an.
Verschiedene Plätze in der Welt erinnern an Nathaniel Portlock. In Alaska sind es das Dorf Portlock und der Portlock-Gletscher auf der Kenai-Halbinsel sowie die Portlock Bank im Golf von Alaska, östlich von Afognak Island und südlich der Kenai-Halbinsel nach ihm benannt. In der Torres-Straße zwischen Australien und Papua-Neuguinea befinden sich Portlock Shawl Reef (nord-östl. der Kap-York-Halbinsel) und Portlock Island (nordöstlich von Moa Island). Im Südosten von Oahu, einer der Hawaii-Inseln, liegt Portlock Point und in British Columbia, südöstlich vor Vancouver Island, auf der Südspitze von Prevost Island, gibt es ebenfalls einen Portlock Point, der an den Seefahrer erinnert.

## Schriften
- A Voyage Round the World; But More Particurly to the North West Coast of America, performed in 1785, 1786, 1787, and 1788, in the King George and Queen Charlotte, Captains Portlock and Dixon. London 1789 (digitalisiert)